# Legio XIII Gemina

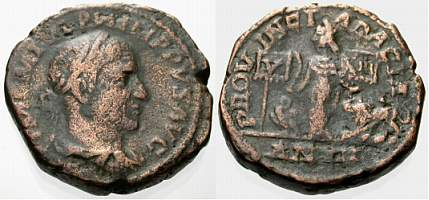
Đồng Sestertius được đúc vào năm 248 bởi hoàng đế Philip Ả Rập để tôn vinh tỉnh Dacia và các quân đoàn của nó, V Macedonica và XIII Gemina.

Legio tertia decima Gemina (Quân đoàn đôi thứ mười ba), là một quân đoàn của quân đội Đế chế La Mã.  Nó là một trong những đơn vị chủ chốt của Julius Caesar ở Gaul và trong cuộc nội chiến, và quân đoàn mà Caesar mang cùng đã vượt sông Rubicon nổi tiếng vào ngày 10 tháng 49 trước Công nguyên. Quân đoàn dường như vẫn tồn tại vào thế kỷ thứ năm. Biểu tượng của nó là sư tử.

## Lịch sử

### Giai đoạn cuối của nền Cộng Hòa
Legio XIII đã được Julius Caesar thành lập vào năm 57 trước Công nguyên, trước khi ông tiến quân đánh người Belgae, một trong những sự can thiệp đầu tiên của ông vào các cuộc xung đột nội bộ của người Gaul. Trong chiến tranh xứ Gaul (58-51 trước Công nguyên), Legio XIII đã có mặt trong trận chiến với người Nervii, cuộc bao vây Gergovia, và trong khi không được đề cập cụ thể trong các tài liệu, có thể giả định một cách hợp lý rằng Legio XIII cũng có mặt trong trận Alesia.
Sau khi kết thúc chiến tranh xứ Gaul, Viện nguyên lão La Mã đã từ chối cho phép Ceasar đảm nhận nhiệm kì chấp chính quan lần thứ hai của mình, ra lệnh cho ông giao nộp lại quyền chỉ huy quân đội của mình, và yêu cầu ông trở về Roma để đối mặt với việc bị truy tố. Buộc phải lựa chọn giữa việc phải kết thúc sự nghiệp chính trị của mình hoặc cuộc nội chiến, Caesar đã vượt qua sông Rubicon và tiến vào đất Ý cùng với Legio XIII. Quân đoàn vẫn trung thành với Caesar trong cuộc nội chiến giữa Caesar và phe quý tộc bảo thủ của viện nguyên lão, với các quân đoàn được chỉ huy bởi Pompey. Legio XIII đã đóng vai trò tích cực trong suốt cuộc chiến tranh, hó tham gia vào các trận đánh tại Dyrrhachium (năm 48 TCN) và Pharsalus (năm 48 TCN). Sau khi giành chiến thắng quyết định trước Pompey ở Pharsalus, quân đoàn đã được giải tán, và các lính lê dương đã được ban cho những mảnh đất theo truyền thống. Tuy nhiên, quân đoàn đã được gọi tái ngũ cho trận Thapsus (năm 46 TCN) và cuối cùng là trận Munda (năm 45 trước Công nguyên). Sau trận Munda, Caesar đã cho giải tán quân đoàn, các cựu chiến binh của quân đoàn được giải ngũ và họ được nhận những mảnh đất trồng trọt ở Italia.

### Dưới thời Đế quốc
Augustus sau đó đã tái lập quân đoàn một lần nữa vào năm 41 trước Công nguyên để đối phó với cuộc nổi loạn của Sextus Pompeius (con trai của Pompey) ở Sicilia.
Legio XIII đã nhận được tên riêng Gemina ("sinh đôi", một tên gọi chung cho các quân đoàn được thành lập từ các quân đoàn khác) sau khi nó được tăng cường bằng những cựu chiến binh từ quân đoàn khác. Augustus sau đó phái quân đoàn tới Burnum (Knin ngày nay), ở Illyricum, một tỉnh La Mã ven biển Adriatic.
Vào năm 16 trước Công nguyên, quân đoàn đã được chuyển tới Emona (tại Ljubljana) ở Pannonia, tại đây họ dập tắt các cuộc khởi nghĩa ở địa phương.
Sau thảm họa trong trận rừng Teutoburg vào năm 9 SCN, quân đoàn đã được phái đến Augusta Vindelicorum (Augsburg) và sau đó tới Vindonissa, Raetia, để ngăn chặn các cuộc tấn công khác nữa từ các bộ tộc người Đức.
Hoàng đế Claudius sau đó phái họ quay về Pannonia vào khoảng năm 45, quân đoàn đóngq quân tại Poetovio (Ptuj ngày nay, Slovenia).
Trong Năm Tứ hoàng đế (năm 69), XIII Gemina đầu tiên ủng hộ Otho và sau đó là Vespasianus chống lại Vitellius, quân đoàn đã chiến đấu trong cả hai trận Bedriacum.

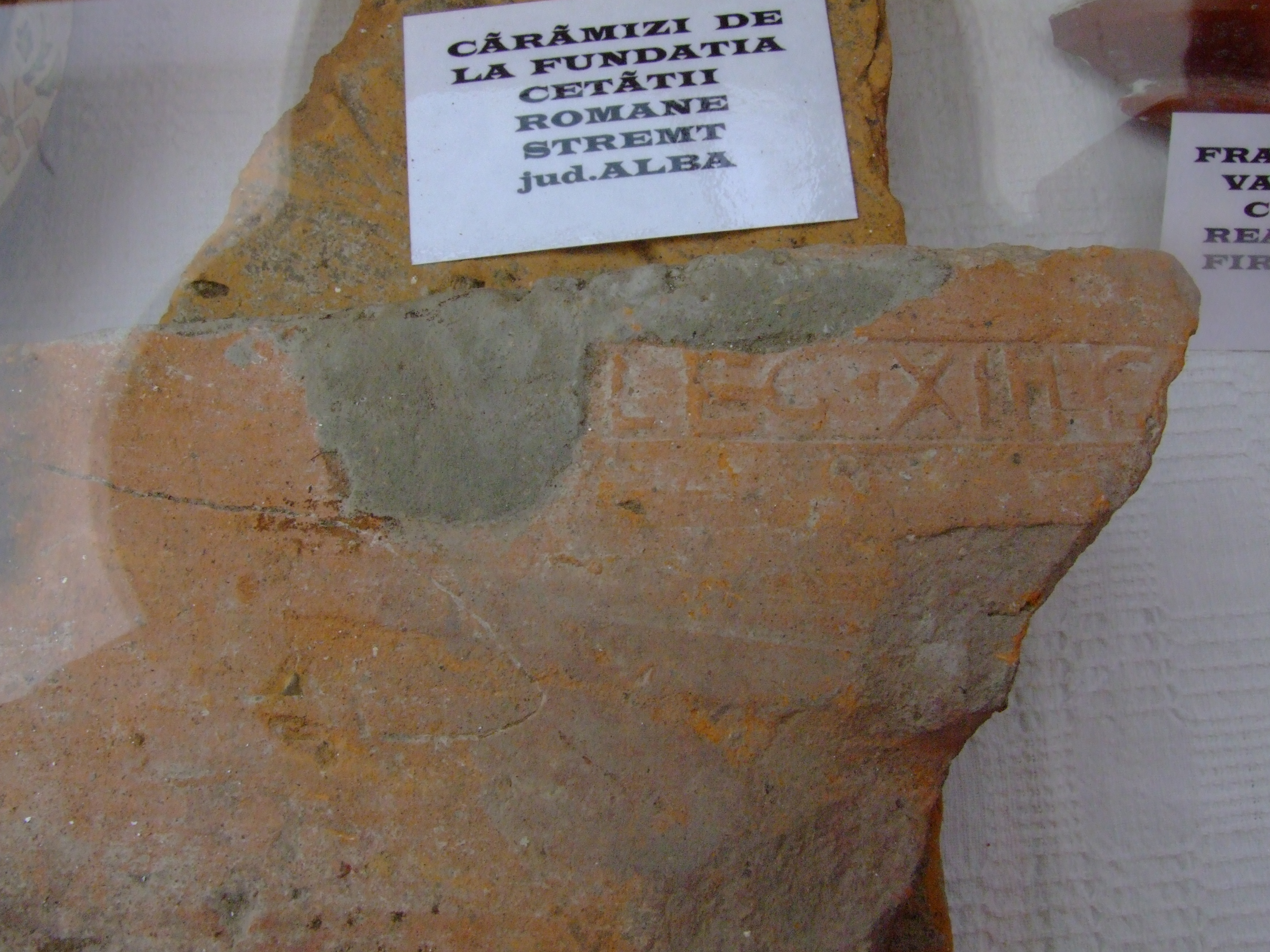
Gạch có in tên quân đoàn tìm thấy tại Alba Iulia, Romania

Dưới thời Trajan, quân đoàn đã tham gia vào hai cuộc chiến tranh Dacia (năm 101-102 và năm 105-106), và nó đã được Trajan chuyển đến đồn trú tỉnh Dacia mới được chinh phục trong năm 106 (ở Apulum, ngày nay là Alba Iulia, România).
Các Vexillatio của XIII Gemina đã chiến đấu dưới thời hoàng đế Gallienus ở miền bắc Ý. Vị Hoàng đế này đã cho ban hành một đồng antoninianus để tôn vinh quân đoàn, và có in hình sư tử của quân đoàn (259-260) Một vexillatio đã có mặt trong quân đội đế chế Gallia dưới triều đại Victorinus:  trên thực tế, vị Hoàng đế này đã cho phát hành một đồng tiền vàng tôn vinh quân đoàn và biểu tượng của nó.
Trong năm 271, quân đoàn đã được di dời khi tỉnh Dacia bị từ bỏ, và được tái bố trí lại ở tỉnh Dacia Aureliana.
Trong thế kỷ thứ 5, theo Notitia Dignitatum, một Legio tertiadecima Gemina đã có mặt tại Babylon ở Ai Cập, một pháo đài chiến lược trên sông Nile trên biên giới truyền thống giữa vùng Hạ Ai Cập và vùng Trung Ai Cập, dưới sự chỉ huy của Comes limitis Aegypti..